# 毛舟马先蒿
毛舟马先蒿（学名：Pedicularis trichocymba）为列当科马先蒿属的植物，为中国的特有植物。分布在中国大陆的四川等地，生长于海拔2,745米至4,730米的地区，目前尚未由人工引种栽培。